# Arthur Prysock
Arthur Prysock (* 2. Januar 1929 in Spartanburg, South Carolina; † 7. Juni 1997) war ein US-amerikanischer Jazz- und Rhythm-and-Blues-Sänger.

## Leben und Wirken
Prysock arbeitete während des Zweiten Weltkrieges in Hartford, Connecticut in der Flugzeugindustrie. 1944 engagierte ihn der Bandleader Buddy Johnson als Sänger, und Prysock wurde eine Attraktion bei den Live-Auftritten der Band. Bekannt wurde er durch seine Liveshows seiner tiefen Baritonstimme und einem Gesangsstil, der von Billy Eckstine beeinflusst war. Prysock sang auf verschiedenen Hits der Johnson-Band, die bei Decca Records erschienen, wie Jet My Love (1947) und I Wonder Where Our Love Has Gone (1948) und 1950 auf Mercury Records Because.
1952 begann Prysock eine Solokarriere und nahm für Decca Records den R&B-Hit I Didn’t Sleep a Wink Last Night auf. Danach erschienen Klassiker des Genres wie Roy Browns Good Rocking Tonight.
In den 1960er Jahren nahm Prysock für das Label Old Town Records auf, wie die R&B-Coverversion von Ray Nobles Ballade The Very Thought of You (1960) sowie des Pop-Hits It’s Too Late Baby, It’s Too Late (1965). 1968 nahm er für Verve Records mit der Count Basie Band das Album A Working Man’s Prayer auf.
In den 1970er Jahren hatte er einen Erfolg mit dem Discohit When Love Is New (1977); 1985 entstand nach langer Pause das Album Arthur Prysock auf dem Milestone Label. Aufmerksamkeit erzielte er in den USA auch durch seinen Werbejingle Tonight, Tonight, Let It Be Löwenbräu.
1995 erhielt Prysock den Pioneer Award der Rhythm and Blues Foundation.
Sein Bruder war der R&B-Saxophonist Red Prysock.